# Taganga
Taganga est un corregimiento de Santa Marta et un village de pêcheurs, situé dans le département de Magdalena en Colombie.